# Xenoblade Chronicles 2
Xenoblade Chronicles 2 ist ein Action-Rollenspiel, das von Monolith Soft entwickelt und von Nintendo für die Nintendo Switch veröffentlicht wurde. Das Spiel ist Teil der Xeno-Serie und eine Fortsetzung von Xenoblade Chronicles. Es wurde weltweit am 1. Dezember 2017 veröffentlicht.

## Handlung

### Spielwelt
Die Handlung von Xenoblade Chronicles 2 findet auf Alrest statt. Alrest ist vom Wolkenmeer umgeben und besteht selbst aus mehreren Titanen, riesigen Lebewesen, auf welchen die Bewohner von Alrest leben. Nach Legenden sei Alrest vom Architekten erschaffen worden, welcher in Elysium, dem Paradies, auf der Spitze des Weltenbaumes sei. Die Menschheit habe dort mit ihrem Schöpfer gelebt, bis dieser sie nach Alrest verbannt habe. In der Zeit vor der Handlung sterben jedoch immer mehr Titanen, sodass der Lebensraum schrumpft.
Die Figuren, welche in Alrest leben, werden in zwei Gruppen eingeteilt. Neben den Menschen, Tieren und Monstern gibt es Klingen. Klingen werden von Menschen aus ihren Kernkristallen beschworen. Die Menschen, die das schaffen, werden Meister genannt. Nach Tod eines Meisters kehrt die jeweilige Klinge in ihren Kernkristall zurück und verliert dabei alle ihre Erinnerungen an ihr vorheriges Leben.

### Handlungsverlauf
Der Protagonist Rex lebt auf dem Titanen Azurda, welchen er Opa nennt. Rex ist Bergungstaucher und sucht im Wolkenmeer nach Schätzen. Eines Tages erhält er von Bana, dem Nopon-Vorsitzenden der Argentum AG, einen Auftrag, der von einem Mann namens Jin angeboten wird. Zusammen mit Jin und seinen Begleitern Malos, Nia und deren Klingen entdeckt Rex bei der Mission ein versunkenes Schiff. In diesem finden sie Pyra, die Aegis. Als Rex Pyras Schwert berührt, tötet Jin ihn. Rex erwacht auf einem Feld. Dort steht Pyra. Sie bittet Rex, sie nach Elysium zurückzubringen und belebt ihn im Gegenzug zur Hälfte ihres Kernkristalls wieder. Azurda hilft ihnen zu fliehen, revertiert durch Verletzungen aber in seine Larvenform.
Sie landen auf dem Titanen Gormott, wo Nia sich ihnen anschließt. In Gormott schließen sich der Nopon Tora und seine mechanische Klinge Poppi der Gruppe an. Rex besiegt die Inquisitorin Mòrag von Mor Ardain in der ardainischen Basis auf Gormott. Mit einem Boot fährt die Gruppe zum Weltenbaum, wird aber vom Instrument Ophion attackiert und vom Titanen Uraya verschluckt.
Dort treffen sie den Söldnergruppen-Anführer Vandham. Im Dorf Garfont bekämpft die Gruppe den Strategen von Torna, einer Terrororganisation. Torna will nach Elysium, um dort den Architekten zu töten und die Welt zu zerstören. Die Gruppe reist nach Fonsa Myma, der Hauptstadt von Uraya. Auf dem Weg dorthin bekämpfen sie Zeke, einen Kämpfer, welcher die Aegis möchte. In Fonsa Myma bekämpft Rex Malos, der ebenfalls eine Aegis ist und vor 500 Jahren im Aegis-Krieg mehrere Titanen versenkte. Während des Kampfes stirbt Vandham und Mythra erwacht, Pyras wahre Form.
Die Gruppe reist nach Mor Ardain. Dort treffen sie Muimui, den Nopon-Assistenten von Toras Vater. Ebenfalls stoßen sie auf Lila, einem Prototyp von Poppi. Mòrag schließt sich der Gruppe an, um Lila zu stellen. Auf den Weg zu einer verlassenen Fabrik besiegen sie Zeke ein weiteres Mal. In der Fabrik stellt die Gruppe sowohl Lila als auch Muimui und Bana, welche Waffen für Torna herstellen. Meister von Torna unterbrechen sie, doch Fan la Norne, eine Klinge Amalthus’ rettet die Gruppe. Ihr Meister erbittet eine Audienz mit Rex.
Die Gruppe hält auf den Leftherischen Inseln, wo Rex aufgewachsen ist. Nach einem Aufenthalt bei Rex’ Adoptivmutter begibt sich die Gruppe zum Hafen. Dort begegnet sie erneut auf Zeke, welcher sich als Kronprinz der Nation Tantal herausstellt und Botschafter von Indol ist. In Indol redet Mythra mit Amalthus, welcher Rex unterstützen will. Währenddessen besetzt Torna den toten Titanen Temperantia, sodass die Gruppe mit Fan la Norne dorthin reist. Dort bekämpfen sie Jin. Dieser tötet dabei Fan la Norne.
In Indol besuchen Mythra, Mòrag und Zeke einen Kongress, der einen Krieg zwischen Uraya und Mor Ardain verhindern soll. Amalthus schickt Rex nach Tantal, um dort Ophion stoppen zu können. Doch zuvor stoppt die Gruppe Bana vor einem Anschlag an den ardainischen Kaiser Niall. In Tantal wird die Gruppe vom König festgenommen, welcher Pyra vernichten will. Nachdem Pyra befreit wurde, kämpfen sie gegen Jin, welcher sich als Menschenfresser, eine mit menschlichem Gewebe verschmolzener Klinge, herausstellt. Jin nimmt Pyra mit und verlässt Tantal.
Auf den Leftherischen Inseln erzählt Azurda von einem dritten Aegis-Schwert, welches sich im Seelentiegel Elpys befindet. Im untersten Raum wird Rex von Phantomen Addams, dem ersten Meister Pyras, angegriffen. Nia enthüllt sich als Menschenfresserin und besiegt die Phantome. Die Gruppe reist zu den Klippen von Morytha, um Pyra zu retten. Malos stiehlt dort Pyras Erinnerungen, um seine Macht wiederherzustellen. Rex kann Pyra retten und Pyra und Mythra vereinen sich zu deren dritten Form, Pneuma. Während des Kampfes mit Malos wird die Gruppe ins Wolkenmeer gestoßen.
Rex erwacht im versunkenen Land Morytha und verbündet sich kurzzeitig mit Jin. In Morytha finden sie den versunkenen Titanen Torna, nach welchem sich die Organisation benannt hat. Dort stellt sich heraus, dass Klingen ursprünglich von Titanen geboren werden, welche in wiederum sehr alte Klingen sind. Amalthus hat den Zyklus gestört. Von Morytha aus besteigt die Gruppe den Weltenbaum. Währenddessen greift Amalthus mit mehreren Titanen den Weltenbaum an, um Torna zu stoppen.
Amalthus, welcher der ursprüngliche Meister von Malos ist, will alle Klingen und Titanen unter seine Kontrolle bringen. Die Gruppe kann kurz vor der Spitze des Weltenbaumes Jin und Amalthus besiegen, welche beide nach dem Kampf sterben. Währenddessen hat Malos Elysium erreicht.
Rex und Pyra erreichen ebenfalls Elysium. Dort treffen sie den Architekten, welcher erzählt, dass er ein Wissenschaftler namens Klaus gewesen sei und durch ein Experiment ein neues Universum geschaffen habe. Sein Körper sei dadurch ebenfalls geteilt worden. Als Buße zur Zerstörung seiner Welt habe er neues Leben erschaffen. Doch Klaus weiß, dass seine andere Hälfte und auch er bald sterben werde. Währenddessen greift Malos Alrest an. Die Gruppe bekämpft Malos, welcher das Instrument Aion besetzt. Sie besiegen Malos und er stirbt. Doch der Weltenbaum bricht zusammen. Pneuma opfert sich, um mit Aion den Weltenbaum zu zerstören. Azurda rettet die Gruppe, nachdem er wieder seine Titanenform erreicht. Bevor Klaus stirbt, lässt er das Wolkenmeer verschwinden und die Titanen zu einer neuen Landmasse vereinen. Pyra und Mythra erscheinen beide nun getrennt und sind mit der Gruppe vereint.

## Spielprinzip
Wie die vorhergehenden Spiele in der Serie, spielt sich Xenoblade Chronicles 2 als Actionrollenspiel, bei dem der Spieler eine Hauptfigur aus einer Gruppe von insgesamt drei Personen kontrolliert. Das Spiel basiert auf einem Open-World-Design, bei dem die Spieler in der Lage sind, in nahtlos miteinander verbundenen Umgebungen frei zu navigieren. Im Spiel gibt es einen Tag- und Nachtzyklus, wobei die Tageszeit oft Auswirkungen auf Ereignisse im Spiel, Quests, gegnerische Stärken und die Verfügbarkeit von Gegenständen hat.

## Entwicklung
Das Spiel ist nach Xenoblade Chronicles und Xenoblade Chronicles X der dritte Titel in Monolith Softs Xenoblade-Serie. Die Pläne für das Spiel begannen auf Grund von negativen Fanreaktionen auf Xenoblade Chronicles X bereits im Juli 2014. Während die originalen Xenoblade Chronicles der typischen Struktur eines allgemeinen Story-getriebenen JRPGs folgten, wurde Chronicles X weitaus weniger auf Story fokussiert und in einer eher missionsbasierten Struktur organisiert, die sich hauptsächlich auf die Erforschung der offenen Welt des Spiels konzentrierte. Die Entwickler wurden ungeduldig, als die Fangemeinde sich über die Änderungen beschwerten und begannen mit der Arbeit an einem anderen, von der Geschichte getriebenen Titel. Da das Gameplay eher eine Fortsetzung des ersten Titels war, entschied man sich für den Titel Xenoblade Chronicles 2. Die anfängliche Arbeit an dem Spiel war schwierig, weil die technischen Spezifikationen der Nintendo Switch noch nicht fertig gestellt oder bekannt waren. Gegenüber den vorherigen Teilen hatte das Spiel eine deutlich kürzere Entwicklungszeit. Der Monolith-Soft-Geschäftsführer Tetsuya Takahashi nannte als Gründe hierfür die durch Xenoblade Chronicles X etablierte technologische Grundlage als Mittel zur Beschleunigung der Entwicklungszeit. Ein weiterer motivierender Faktor war die Vereinbarung mit Nintendo, das Spiel schon früh im Lebenszyklus der Nintendo Switch zu veröffentlichen.
Eines der Ziele von Monolith Soft für das Spiel war es, den Charakteren im Vergleich zu früheren Xenoblade-Titeln eine größere Bandbreite an Gesichtsausdrücken zu geben. Der Hauptdesigner der Charaktere war Masatsugu Saito, der zum ersten Mal Charaktere für ein Videospiel entwarf. Die Entwickler wählten ihn, um den Protagonisten einen ausdrucksvolleren, animierten Kunststil zu geben als frühere Xenoblade-Teile, die eher eine realistischere Art der Modellierung aufwiesen und zu steif erschienen. Der Square-Enix-Künstler Tetsuya Nomura war für die Charaktere innerhalb der Torna-Organisation verantwortlich. Takahashi wollte schon immer mit Nomura arbeiten. Da dieser aber mit anderen Spielen bei Square Enix beschäftigt war, wandte sich Takahashi zögernd an das Unternehmen, in der Hoffnung, ihn als Gastkünstler zu bekommen. Zu Takahashis Überraschung willigte Square-Enix ein. Andere Gastkünstler wie die Veteranen der Xeno-Serie Kunihiko Tanaka und Soraya Saga, die einige der „Blades“, waffenähnliche Lebensformen des Spiels, entwarfen, trugen ebenfalls dazu bei. Tanaka entwarf eine Klinge von KOS-MOS, einem der Protagonisten der Xenosaga-Trilogie. Die Geschichte des Spiels wurde von Takahashi mit Unterstützung der Drehbuchautoren Yuichiro Takeda und Kazuho Hyodo konzipiert, die jeweils an den geraden und ungeraden Kapiteln arbeiteten. Takeda, der auch als Autor an den letzten beiden Xenoblade-Spielen arbeitete, erklärte, dass die Schreibtechniken und der Arbeitsablauf für Chronicles 2 ähnlich wie bei einem Film seien. Takeda sagte auch, dass die Geschichte ein „Tetsuya Takahashi-Flair“ habe. Obwohl es sich um eine Fortsetzung von Xenoblade Chronicles handelt, bietet es eine neue Welt und eine neue Besetzung von Charakteren.
Das Spiel wurde im Januar 2017 als Teil von Nintendos detaillierten Enthüllung der Nintendo Switch angekündigt, wobei am selben Tag ein Gameplay-Trailer veröffentlicht wurde. Ähnlich wie das ursprüngliche Xenoblade wurde der Titel in Japan als Xenoblade 2 angekündigt, im englischsprachigen Raum hingegen wurde „Chronicles“ an den Titel angehängt. Das Spiel war auch Teil von Nintendo Präsentation auf der E3 2017, auf der die Veröffentlichung Ende 2017 bestätigt wurde. Wie die originalen Xenoblade Chronicles übernahm auch die europäische Abteilung von Nintendo die Leitung der englischen Lokalisierung, welche regelmäßig mit den japanischen und amerikanischen Abteilungen über Entscheidungen kommunizierte, die sich als umstritten erweisen könnten, was zuvor bei Xenoblade Chronicles X ein Thema war. Aufgrund der gleichzeitigen weltweiten Veröffentlichung des Spiels fand der Lokalisierungsprozess im Gegensatz zu den ersten beiden Spielen während der Entwicklung statt und nicht erst danach. Das Spiel wurde am 1. Dezember 2017 weltweit veröffentlicht.

## Musik
Die Originalpartitur des Spiels wurde von Yasunori Mitsuda, ACE (Tomori Kudo und Hiroyo "Chico" Yamanaka), Kenji Hiramatsu und Manami Kiyota geschrieben. Mitsuda, der auch für das Audiobudget, die Musikerbuchung, das Terminmanagement und das Korrekturlesen der Noten verantwortlich war, wurde im Dezember 2014 von Takahashi zum ersten Mal zu dem Projekt eingeladen. Während des folgenden Jahres hielten Mitsuda und Takahashi zahlreiche Treffen ab, in denen sie über die allgemeine Ausrichtung der Musik diskutierten und schließlich die Musikgruppe ACE und Kenji Hiramatsu einluden, die auch an den ersten Xenoblade Chronicles gearbeitet hatten. Bei den Treffen wurde der Beitrag jedes Komponisten zum Soundtrack festgelegt, wobei ACE vor allem die Feldmusik und Hiramatsu die Schlachtmusik übernahm. Nach Mitsuda wurde dies in einer Weise getan, die die Fans zufriedenstellen würde, da sie das Bild, das die ersten Xenoblade Chronicles gesetzt hatten, nicht "ruinieren" wollten. Mit Beiträgen von über 300 Musikern und 20.000 Notenblättern war es für Mitsuda das größte Projekt, an dem er je gearbeitet hatte, mit Dateien und Daten von Pro Tools, seiner Musikproduktionssoftware, die mehr als ein Terabyte groß war. Insgesamt wurden für das Spiel etwa 120 Tracks aufgezeichnet, von denen etwa 25 aus Mitsuda stammten.
Der Soundtrack enthält Auftritte des slowakischen Bratislava Symphony Choir und des irischen Vokalensembles Anúna. Mitsuda, der schon immer mit Anúna arbeiten wollte, nachdem er in den 1990er Jahren ein Fan von Anúna geworden war, behauptete, dass ihre Leistungen für das Spiel ihn zum Weinen brachten. Zwei Tracks, darunter das von Mitsuda geschriebene End-Thema, wurden von Jennifer Bird vom englischen Akustik-Duo Tomorrow Bird gesungen. Vor der Aufnahme korrespondierten Mitsuda und Bird, so dass sie die Emotionen der Charaktere durch ihren Gesang richtig vermitteln konnte. Während der Aufnahme konnte Bird melodische Elemente ihres Gesangs improvisieren, was bei Mitsudas Arrangements normalerweise nicht der Fall war. Tage vor dem Start des Spiels wurde ein Promotion-Musikvideo mit einem Vocal Track aus dem Spiel von Mitsuda, "Shadow of the Lowlands", auf Nintendos offiziellem YouTube-Account hochgeladen. Das Video zeigt eine Performance von Anúna und wurde von Michael McGlynn, dem Leiter der Gruppe, gefilmt und inszeniert.

## Rezeption
Xenoblade Chronicles 2 wurde bei der Ankündigung positiv aufgenommen, wobei einige Kritiker die Enthüllung als „unerwartet“ bezeichneten. Jeremy Parish von der Website USgamer verglich es mit Chrono Cross. Auf der Gamescom im August 2017 erhielt das Spiel frühe positive Reaktionen von Gaming-Seiten, die das schlanke Kampfsystem und die Umgebungen lobten.
Nach der Veröffentlichung erhielt Xenoblade Chronicles 2 laut dem Review-Aggregator Metacritic eine „allgemein positive“ Resonanz. IGN lobte das Spiel und nannte es ein „herausragendes Rollenspiel, das es schafft, seine Geschichte, seinen Kampf und seine Erkundung im Laufe von mindestens 70 Stunden Abenteuer durch eine beeindruckend abwechslungsreiche und reiche Welt interessant zu halten“, räumte aber einige Frustrationen mit dem Spiel ein, darunter eine verwirrende Minikarte, die manchmal dazu führte, dass der Kritiker verloren ging. GamingBolt nannte es „eines der besten JRPGs dieser Generation“, vergab ihm eine Punktzahl von 9/10 und bezeichnete seine Welt als „riesig und schön“, seine Geschichte als „komplex und vielschichtig“ und seinen Kampf als „filigran und süchtig“, wobei er auch bemerkte, dass das Spiel gelegentlich von „stumpfen Designentscheidungen“ und „einem einfachen Mangel an Politur“ zurückgehalten werde.
Eine negativere Kritik kam von Jason Schreier von Kotaku, der das Spiel als „langweilig, langweilig, langweilig, übermäßig kompliziert und unbekümmert mit der Verschwendung der Zeit des Spielers“ bezeichnete und die Schrift „subpar“ nannte. Trotz seiner Kritik lobte Schreier die Musik und die Umgebungen des Spiels und nannte das ehemalige „spektakulär“. Das Spiel wurde von Famitsu mit 35/40 Punkten bewertet.

## Collector’s Edition und Expansion Pass
Zusätzlich zur regulären Verkaufsversion wurde auch eine Collectors Edition veröffentlicht. Diese beinhaltet neben dem eigentlichen Spiel noch ein 220 Seiten großes Artbook, welches nur in den Sprachen Französisch und Englisch herausgegeben wurde, den Soundtrack mit einer Auswahl von 11 Musikstücken sowie ein Steelbook. Zeitgleich zum Release des Hauptspiels wurde ebenfalls ein Expansion Pass veröffentlicht, welcher über den eShop für 29,99 € erhältlich ist. Dieser erweitert das Spiel in festgelegten Abständen durch Bonus-Items, neue Quest/Blades und eine Erweiterung der Story. Die neue Story wurde erstmals für alle Besitzer des Expansion Passes am 14. September 2018 veröffentlicht. Der Expansion Pass erschien ebenfalls als Handelsversion. Diese beinhaltet ein Spielmodul mit der Vorgeschichte Xenoblade Chronicles 2: Torna – The Golden Country, welche auch ohne das Hauptspiel gespielt werden kann und einen Download-Code mit den Erweiterungen für das Hauptspiel. Die Handelsversion von Xenoblade Chronicles 2: Torna – The Golden Country erschien weltweit am 21. September 2018 und kostete zum Start 39,99 €. Ohne Extrakosten kann hingegen die japanische Tonspur heruntergeladen werden.

## Verkaufszahlen
Das Spiel verkaufte sich in der ersten Woche nach seiner Veröffentlichung in Japan fast 98.000 Mal. Bis Mitte Januar wurden bereits ca. 172.000 Spiele verkauft. In Großbritannien platzierte sich das Spiel in der ersten Woche auf Platz 19 der Gesamtwertung, womit es erstmals 9 Plätze höher als Xenoblade Chronicles X lag. Bis zum 31. März 2019 wurde das Spiel weltweit ca. 1,73 Millionen Mal verkauft.

## Trivia
- Im Nintendo Switch Spiel The Legend of Zelda: Breath of the Wild ist "Xenoblade Chronicles 2" eine Nebenaufgabe, die dem Spiel durch das Update 1.3.3 hinzugefügt wurde. Nach erfolgreicher Bewältigung der Aufgabe erhält Link die Bergungstaucherausrüstung von Rex.[49]